# Chadrac Akolo
Chadrac Akolo (Kinsasa, República Democrática del Congo, 1 de abril de 1995) es un futbolista congoleño. Su posición es la de centrocampista y juega en el St. Gallen de la Superliga de Suiza.

## Trayectoria

### FC Sion
Para la temporada 2013-14 es promovido al primer equipo. El 15 de mayo de 2015 se da su debut como profesional en un partido de liga contra el St. Gallen, entró de cambio al minuto 81' por Xavier Kouassi y su equipo terminó cayendo por marcador de 2-0.

### VfB Stuttgart
Para la temporada 2017-18 se anunció su llegada al VfB Stuttgart a cambio de 6 000 000 €. Su primer encuentro con el conjunto alemán fue el 13 de agosto en la Copa de Alemania ante el Energie Cottbus, Akolo arrancó como titular y salió de cambio al minuto 67', su equipo terminó empatando a dos goles en tiempo regular y ganaron en la tanda de penales.

### Amiens SC
Para la temporada 2019-20 se convirtió en nuevo jugador del Amiens S. C.. Su debut se da el 10 de agosto en liga ante el OGC Nice, arrancó como suplente pero entró de cambio al minuto 63' por Juan Ferney Otero, en este mismo partido logró anotar su primer gol con el club al minuto 81' aunque su equipo terminó cayendo por marcador de 2-1.

### SC Paderborn 07
El 2 de febrero de 2021 se hizo oficial que completaría la temporada 2020-21 en el S. C. Paderborn 07 después de que ambos clubes llegaran a un acuerdo para su cesión.
Su debut con el equipo alemán fue el 4 de abril en un partido de 2. Bundesliga ante el 1. F. C. Núremberg, Akolo entró de cambio al minuto 64' por Chris Führich, al final el encuentro terminó con una derrota para su equipo con un marcador de 2-1.

### St. Gallen
El 3 de julio de 2022 se hizo oficial su llegada al St. Gallen firmando un contrato hasta 2024. El 17 de julio de 2022 jugó su primer partido con el club en liga ante el Servette FC entrando de cambio al minuto 76' por Isaac Schmidt, el encuentro terminaría ganando por un marcador de 1-0.
Anotó su primer gol con el club el 13 de agosto en liga ante el FC Lucerna al minuto 69', su equipo terminaría ganando dicho encuentro por marcador de 4-1. Días después, el 21 de agosto anotó cuatro goles en una victoria por 15-0 sobre el FC R-G 17 correspondiente a la primera ronda de la Copa Suiza.

## Selección nacional
Su debut con la selección de la República Democrática del Congo se dio el 5 de septiembre de 2017 en un encuentro de la clasificación de CAF para el Mundial de 2018 ante Túnez entrando de cambio al minuto 67' por Firmin Mubele, el resultado final terminaría siendo un empate a dos goles.
Fue convocado para la Copa Africana de Naciones 2019 llevada a cabo en Egipto. En este certamen logró disputar dos partidos; el primero fue el 30 de junio ante Zimbabue, arrancó como titular y salió de cambio al 83', y también tuvo participación en el encuentro de octavos de final ante Madagascar el 7 de julio donde igual arrancaría como titular y saldría de cambio al 70'. En este encuentro su selección fue eliminada en la tanda de penales.

### Participación enCopa Africana de Naciones
| Torneo                         | Sede   | Resultado        | Partidos | Goles |
| ------------------------------ | ------ | ---------------- | -------- | ----- |
| Copa Africana de Naciones 2019 | Egipto | Octavos de final | 2        | 0     |

## Estadísticas
Actualizado al último partido jugado el 8 de diciembre de 2024.
| Club | Div.          | Temporada     | Liga  | Liga  | Copas nacionales(1) | Copas nacionales(1) | Torneos internacionales(2) | Torneos internacionales(2) | Total | Total |
| Club | Div.          | Temporada     | Part. | Goles | Part.               | Goles               | Part.                      | Goles                      | Part. | Goles |
| --- | ------------- | ------------- | ----- | ----- | ------------------- | ------------------- | -------------------------- | -------------------------- | ----- | ----- |
| F. C. Sion · Suiza | 1.ª           | 2013-14       | 2     | 0     | -                   | -                   | -                          | -                          | 2     | 0     |
| F. C. Sion · Suiza | 1.ª           | 2014-15       | 16    | 0     | 2                   | 0                   | -                          | -                          | 18    | 0     |
| F. C. Sion · Suiza | 1.ª           | 2015-16       | 7     | 0     | 2                   | 0                   | -                          | -                          | 9     | 0     |
| Neuchâtel Xamax FC · Suiza | 2.ª           | 2015-16       | 16    | 9     | -                   | -                   | -                          | -                          | 16    | 9     |
| Neuchâtel Xamax FC · Suiza | Total club    | Total club    | 16    | 9     | 0                   | 0                   | 0                          | 0                          | 16    | 9     |
| F. C. Sion · Suiza | 1.ª           | 2016-17       | 34    | 15    | 6                   | 3                   | -                          | -                          | 40    | 18    |
| F. C. Sion · Suiza | Total club    | Total club    | 59    | 15    | 10                  | 3                   | 0                          | 0                          | 69    | 18    |
| VfB Stuttgart · Alemania | 1.ª           | 2017-18       | 22    | 5     | 3                   | 1                   | -                          | -                          | 25    | 6     |
| VfB Stuttgart · Alemania | 1.ª           | 2018-19       | 18    | 0     | 1                   | 0                   | -                          | -                          | 19    | 0     |
| VfB Stuttgart · Alemania | Total club    | Total club    | 40    | 5     | 4                   | 1                   | 0                          | 0                          | 44    | 6     |
| Amiens S. C. Francia | 1.ª           | 2019-20       | 15    | 2     | 1                   | 0                   | -                          | -                          | 16    | 2     |
| Amiens S. C. Francia | 2.ª           | 2020-21       | 13    | 2     | 1                   | 0                   | -                          | -                          | 14    | 2     |
| SC Paderborn 07 · Alemania | 2.ª           | 2020-21       | 8     | 1     | -                   | -                   | -                          | -                          | 8     | 1     |
| SC Paderborn 07 · Alemania | Total club    | Total club    | 8     | 1     | 0                   | 0                   | 0                          | 0                          | 8     | 1     |
| Amiens S. C. Francia | 2.ª           | 2021-22       | 33    | 6     | 5                   | 4                   | -                          | -                          | 38    | 10    |
| Amiens S. C. Francia | Total club    | Total club    | 61    | 10    | 7                   | 4                   | 0                          | 0                          | 68    | 14    |
| St. Gallen · Suiza | 1.ª           | 2022-23       | 32    | 7     | 4                   | 5                   | -                          | -                          | 36    | 12    |
| St. Gallen · Suiza | 1.ª           | 2023-24       | 37    | 14    | 2                   | 1                   | -                          | -                          | 39    | 15    |
| St. Gallen · Suiza | 1.ª           | 2024-25       | 15    | 4     | 1                   | 0                   | 8                          | 2                          | 24    | 6     |
| St. Gallen · Suiza | Total club    | Total club    | 84    | 25    | 7                   | 6                   | 8                          | 2                          | 99    | 33    |
| Total carrera | Total carrera | Total carrera | 268   | 65    | 28                  | 14                  | 8                          | 2                          | 304   | 81    |
| (1)Incluye datos de la Copa Suiza, Copa de Alemania y Copa de la Liga de Francia. (2)Incluye datos de Liga Conferencia de la UEFA. |               |               |       |       |                     |                     |                            |                            |       |       |

## Palmarés

### Campeonatos nacionales
| Título        | Club       | País  | Año  |
| ------------- | ---------- | ----- | ---- |
| Copa de Suiza | F. C. Sion | Suiza | 2015 |